# Lamprotornis ornatus
El estornino de Príncipe (Lamprotornis ornatus) es una especie de ave paseriforme de la familia de los túrdidos.

## Distribución geográfica
Es endémica de la isla de Príncipe.